# Haarlemsche Katoen Maatschappij

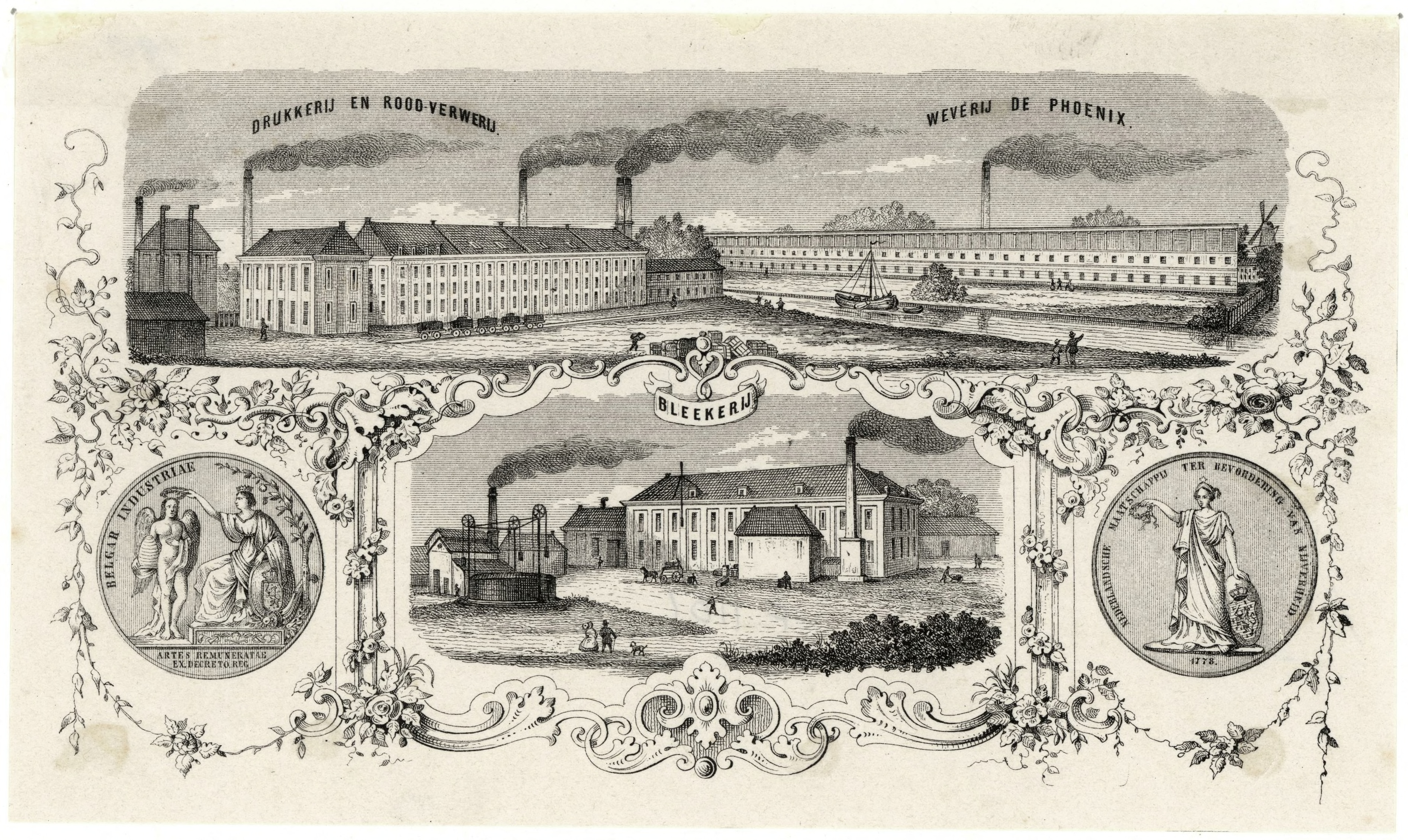
De katoenfabriek van Prévinaire in de jaren 1840

De Haarlemsche Katoen Maatschappij was een katoendrukkerij in de Noord-Hollandse stad Haarlem.

## Geschiedenis

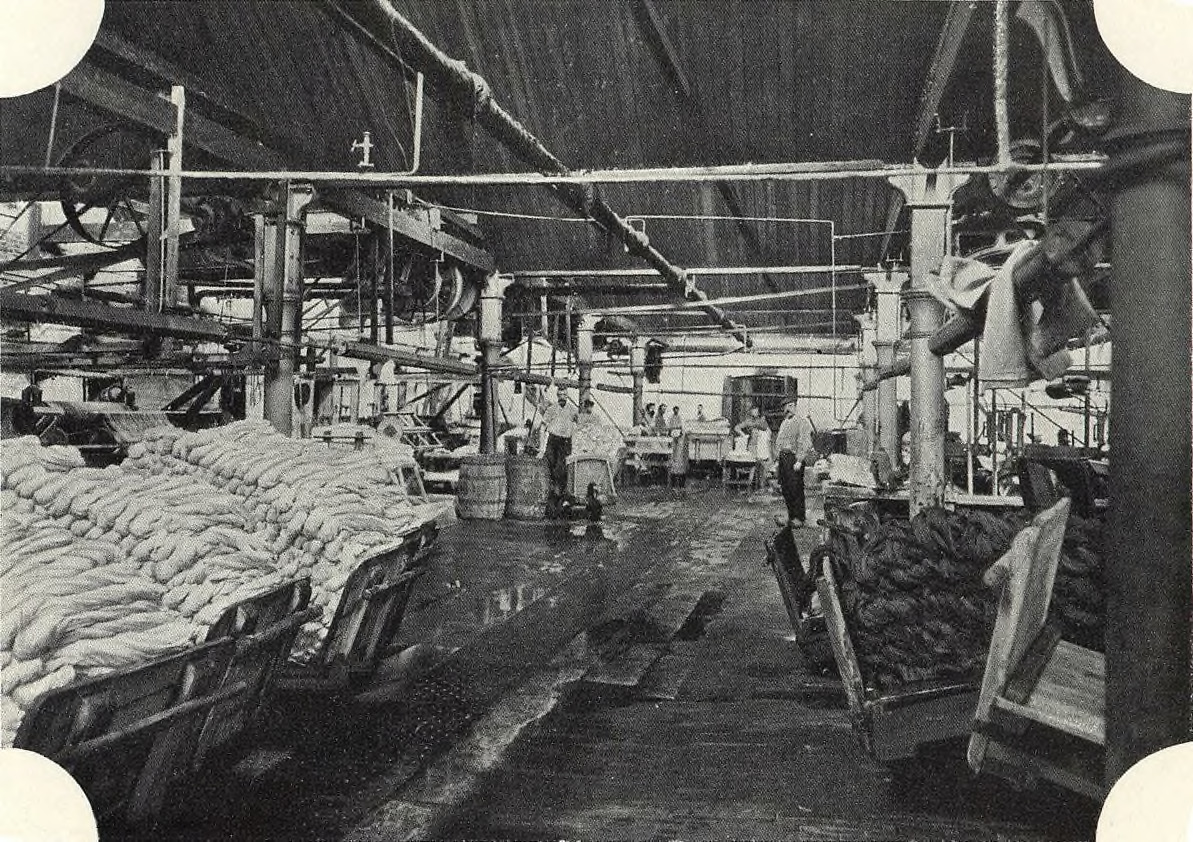
Interieur van de ververij in 1906

Nadat België in 1830 onafhankelijk was geworden waren de Nederlandse autoriteiten goeddeels hun textielindustrie kwijt. De Nederlandse overheid trachtte Belgische fabrikanten over te halen naar Nederland te verhuizen en aldus orders te verwerven van de Nederlandsche Handel-Maatschappij voor de markt in Nederlandsch-Indië. Deze afzetmarkt was immers voor België verloren gegaan.
In 1834 verplaatste Jean Baptiste Theodore Prévinaire zijn fabriek vanuit België naar het Haarlemse Garenkokerskwartier en stichtte daar, onder de naam: Prévinaire & Co, één der drie grootste katoenfabrieken van Haarlem. De fabriek bestond uit een katoendrukkerij en een rood-ververij. In 1842 werd Katoenspinnerij en -weverij de Phoenix overgenomen en in 1870 volgde de eveneens Haarlemse machinale weverij van Thomas Wilson. In 1875 kreeg het totale bedrijf de naam Haarlemsche Katoen Maatschappij. In 1887 werd De Phoenix gesloten. De overgebleven gebouwen brandden in 1891 af.
De fabriek van Prévinaire vervaardigde onder meer stoffen van imitatie-batik voor de Indische markt (later bekend onder de naam: waxprints) en ontwikkelde de productietechniek verder, onder meer door de ontwikkeling van een drukmachine die la Javanaise werd genoemd. De werkgelegenheid schommelde nogal, de Indonesische markt was wisselvallig. Zo kende deze in 1864 een grote opleving om in 1867/68 in te storten. Een grote klap betekende de crisis na 1884. Het aantal arbeiders nam af van 332 in 1862 tot 157 in 1894, waarbij de aantekening dat deze teruggang deels kwam door de sluiting van de weverij. Ondertussen werden nieuwe afzetmarkten gevonden, met name in West-Afrika. Hier bestond, anders dan in Nederlands-Indië, geen binnenlandse productie van dit soort stoffen. Het personeelsaantal nam weer toe. Begin 20e eeuw bedroeg dat circa 300 wat bleef tot bij de bedrijfsbeëindiging. 

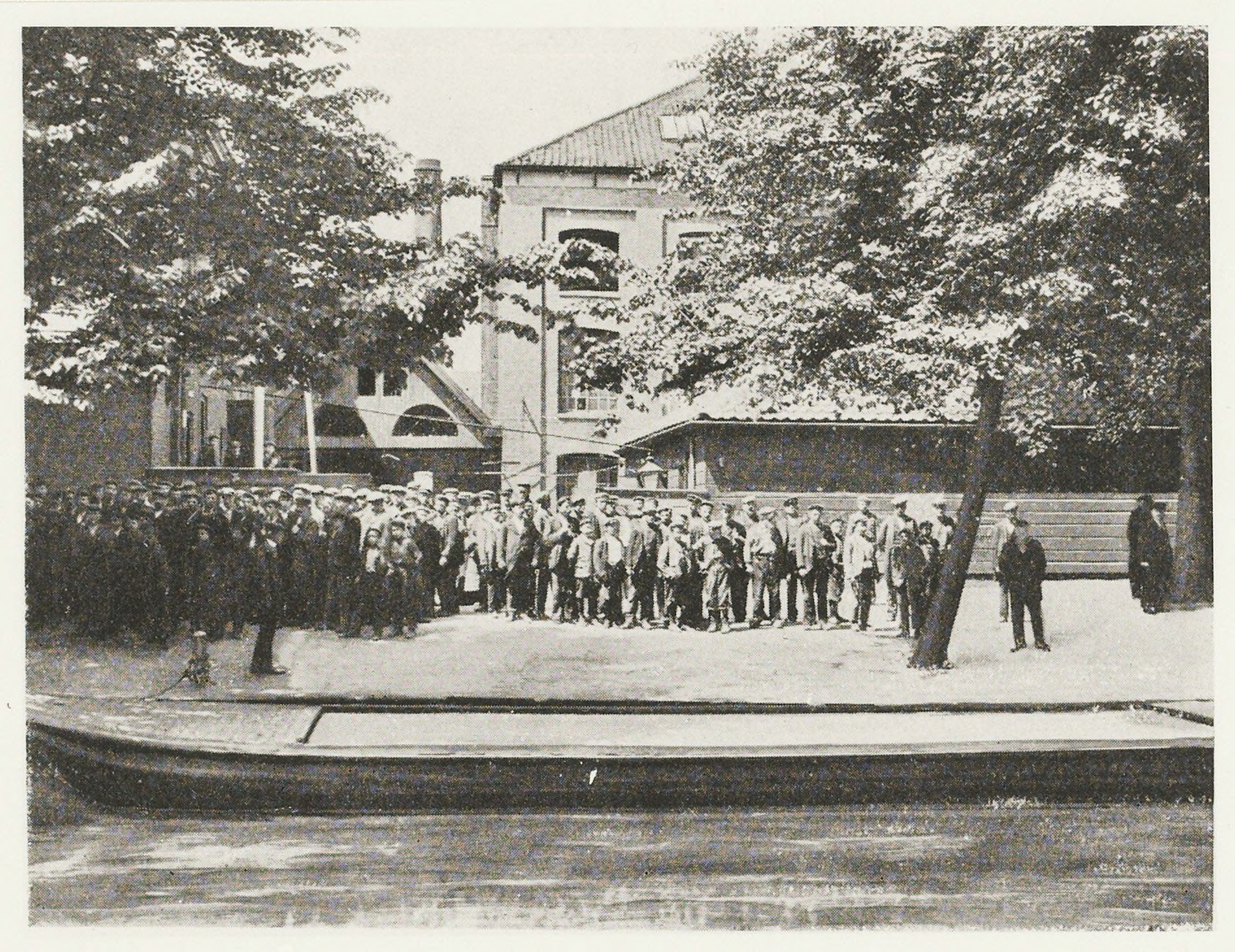
Arbeiders bij het uitgaan van de fabriek in 1906

Sinds 1852 ontwikkelde Vlisco te Helmond zich tot de belangrijkste binnenlandse concurrent.
Het was echter niet de binnen- en buitenlandse concurrentie maar de exportproblemen in combinatie met de aanvoerproblemen van ruwdoek en grondstoffen tijdens de Eerste Wereldoorlog die uiteindelijk leidde tot de liquidatie van de HKM in 1918. De gemeente kocht in 1919 het ruim 4 ha. grote bedrijfsterrein met opstallen die vervolgens direct gesloopt werden. De in het bedrijf aanwezige kennis en drukpatronen vonden deels hun weg verder bij Vlisco en in de fabriek van Ankersmit te Deventer.

## Trivia
De Katoenbrug te Haarlem verwijst naar de voormalige fabriek.